# Хесиона
Хесиона (грч. Hesione, лат. Hesione) је кћерка Лаомедонта, тројанског краља.

## Митологија
Када је краљ Леомедонт утврђивао град Троју, у помоћ су у дошли, по Зевсовој заповести, богови Посејдон и Аполон. Када су богови дошли, краљ им је обећао по завршетку радова велику краљевску награду, а када је све завршено, краљ Леомедонт, не да није исплатио награду већ је и запретио боговима да ће им одсећи уши ако му не престану тражити награду. Аполон и Посејдон, љути и разочарани одлучише да казне краља, те Аполон на Троју посла кугу, а Посејдон велику морску неман.
Од велике морске немани, према пророчанству, Троја се могла спасити само тако што би Леомедонт морао да жртвује своју кћерку Хесиону. Немајући куд, краљ је наредио да се Хесеиона прикује ланцима за стену на обали мора. Пре морске немани, на обали се појавио Херакло, који се враћао са похода на Амазонке, и пролазио је поред Троје и он се понудио Леомедонту да му спаси кћерку, ако му он, заузврат преда коње које је Трос, његов деда, добио од Зевса, у замену за Ганимеда.
Леомедонт је пристао на понуди и Херакло, на обали дочека морску неман, и чим се она појавили насрнуо је на њу, и после тешке борбе је савладао. Леомедонт није испуни задату реч и није дао коње Хераклу, већ га је протерао из Троје.
Херакло није заборави шта му је Леомедонт урадио, и чим је завршио дванаест задатака које му је краљ Еуристеј задао, сакупио је своје другове и кренуо са шест бродова на Троју, заузео је и убио краља Леомедонта. Заробљену Хесиону је, као другу жену, да свом другу Теламону који је одвео на острво Саламину.
Хасиона је Теламону родила сина Теукра, који је касније са своји рођаком Ајантом учествовао у новом походу, са краљем Агамемноном, на Троју.